# Michelangelo Fracanzani
Michelangelo Fracanzani, oppure Michelangelo Fracanzano (Napoli, 1638 – 1698), è stato un attore teatrale e pittore italiano naturalizzato francese.

## Biografia
Michelangelo Fracanzani nacque a Napoli, qualche anno dopo il matrimonio dei suoi genitori, avvenuto nel 1632. Suo padre, Francesco, era un pittore pugliese, come suo nonno Alessandro Fracanzano e suo zio Cesare Fracanzano, e sua madre, Giovanna Rosa, era sorella del pittore Salvator Rosa.
Michelangelo lavorò anche come pittore quando suo padre scomparve durante la peste del 1656. Si sposò subito dopo con Caterina di Petruccio, ricca vedova, morta l'8 novembre 1674. Si risposò nel 1675 con Chiara Pruto (o Clara Patro) e abbandonò la pittura per dedicarsi al teatro, alla Commedia dell'arte, nella grande tradizione di Andrea Calcese detto Ciuccio, ideatore del Pulcinella napoletano; suo maestro nell'arte della recitazione fu Francesco (Ciccio) Baldo, il miglior Pulcinella napoletano della seconda metà del Seicento.
Andò in Francia nel 1685 con la moglie e il figlio Antonio e fu impegnato nella commedia all'italiana contemporaneamente a Giuseppe Tortoriti (Pasquariello). Con Fracanzani, Pulcinella divenne il Polichinelle francese scoperto dalla corte riunita a Fontainebleau, "gobbo davanti e dietro", aumentandone la goffaggine, usando, ricevendone grandi apprezzamenti, più espressioni facciali, più una espressiva e comicissima mimica, che lazzi.
Fu naturalizzato francese con tutta la sua famiglia nel 1688.
Recitò nella compagnia della Comédie-Italienne fino alla chiusura del teatro dell'Hôtel de Bourgogne ordinata da Luigi XIV di Francia nel 1697. Il luogo della sua morte è sconosciuto.
Anche suo figlio Antonio, era un attore, con il nome di De Frécansal, e interpretava gli Arlecchini nella compagnia Salles à la Foire Saint-Germain.
La sua storia è stata ripresa in un film del 2008, su una bozza di sceneggiatura di Rossellini: L'ultimo Pulcinella.